# Newfoundland and Labrador Provincial Men’s Curling Championship 2010
Newfoundland and Labrador Provincial Men’s Curling Championship 2010, turniej wyłaniający mistrzów Nowej Fundlandii i Labradoru w curlingu. Odbył się między 2 a 7 lutego 2010 w St. John’s, na lodowisku Bally Haly Golf and Curling Club.
Zwycięzca reprezentował prowincję w Halifaksie na Tim Hortons Brier 2010. Czwarty raz z rzędu tytułu mistrzowski wywalczył zespół Brada Gushue.